# Damias szetschwana
Damias szetschwana là một loài bướm đêm thuộc phân họ Arctiinae, họ Erebidae.